# Cleistes cipoana
Cleistes cipoana är en orkidéart som beskrevs av Frederico Carlos Hoehne. Cleistes cipoana ingår i släktet Cleistes, och familjen orkidéer. Inga underarter finns listade i Catalogue of Life.